# Premi Goya 2001
La cerimonia di premiazione della 15ª edizione dei Premi Goya si è svolta il 3 febbraio 2001 al Palacio de Congresos di Madrid.

## Vincitori e candidati
I vincitori sono indicati in grassetto, a seguire gli altri candidati.

### Miglior film
- El bola, regia di Achero Mañas
- La comunidad - Intrigo all'ultimo piano (La comunidad), regia di Álex de la Iglesia
- Leo, regia di José Luis Borau
- You'Re the One - Una Historia de Entonces (Una historia de entonces), regia di José Luis Garci

### Miglior regista
- José Luis Borau - Leo
- Jaime Chávarri - Besos para todos
- Álex de la Iglesia - La comunidad - Intrigo all'ultimo piano (La comunidad)
- José Luis Garci - You'Re the One - Una Historia de Entonces (Una historia de entonces)

### Miglior attore protagonista
- Juan Luis Galiardo - Adiós con el corazón
- Carmelo Gómez - Sfida per la vittoria (El portero)
- Juan Diego Botto - Plenilunio
- Miguel Ángel Solá - Sé quién eres

### Migliore attrice protagonista
- Carmen Maura - La comunidad - Intrigo all'ultimo piano (La comunidad)
- Icíar Bollaín - Leo
- Adriana Ozores - Plenilunio
- Lydia Bosch - You'Re the One - Una Historia de Entonces (Una historia de entonces)

### Miglior attore non protagonista
- Emilio Gutiérrez Caba - La comunidad - Intrigo all'ultimo piano (La comunidad)
- Luis Cuenca - Obra maestra
- Iñaki Miramón - You'Re the One - Una Historia de Entonces (Una historia de entonces)
- Juan Diego - You'Re the One - Una Historia de Entonces (Una historia de entonces)

### Migliore attrice non protagonista
- Julia Gutiérrez Caba - You'Re the One - Una Historia de Entonces (Una historia de entonces)
- Chusa Barbero - Besos para todos
- Terele Pávez - La comunidad - Intrigo all'ultimo piano (La comunidad)
- Ana Fernández - You'Re the One - Una Historia de Entonces (Una historia de entonces)

### Miglior attore rivelazione
- Juan José Ballesta - El bola
- Jordi Vilches - Krámpack
- Javier Batanero - Leo
- Pablo Carbonell - Obra maestra

### Migliore attrice rivelazione
- Laia Marull - Fugitivas
- Pilar López de Ayala - Besos para todos
- Antonia Torrens - El mar
- Luisa Martín - Terca vida

### Miglior regista esordiente
- Achero Mañas - El bola
- Daniel Monzón - El corazón del guerrero
- Cesc Gay - Krámpack
- Patricia Ferreira - Sé quién eres

### Miglior sceneggiatura originale
- Achero Mañas e Verónica Fernández - El bola
- Jorge Guerricaechevarría e Álex de la Iglesia - La comunidad - Intrigo all'ultimo piano (La comunidad)
- José Luis Borau - Leo
- José Luis Garci e Horacio Valcárcel - You'Re the One - Una Historia de Entonces (Una historia de entonces)

### Miglior sceneggiatura non originale
- Fernando Fernán Gómez - Le avventure e gli amori di Lazaro De Tormes (Lázaro de Tormes)
- Salvador García Ruiz - El otro barrio
- Manuel Hidalgo e Gonzalo Suárez - Sfida per la vittoria (El portero)
- Cesc Gay e Tomás Aragay - Krámpack

### Miglior produzione
- Luis María Delgado - You'Re the One - Una Historia de Entonces (Una historia de entonces)
- Tino Pont por - El corazón del guerrero
- Juanma Pagazaurtundua - La comunidad - Intrigo all'ultimo piano (La comunidad)
- Carmen Martínez Muñoz - Le avventure e gli amori di Lazaro De Tormes (Lázaro de Tormes)

### Miglior fotografia
- Raúl Pérez Cubero - You'Re the One - Una Historia de Entonces (Una historia de entonces)
- José Luis López-Linares - Calle 54
- Jaume Peracaula - El mar
- Kiko de la Rica - La comunidad - Intrigo all'ultimo piano (La comunidad)
- Gonzalo F. Berridi - Plenilunio

### Miglior montaggio
- Miguel González Sinde - You'Re the One - Una Historia de Entonces (Una historia de entonces)
- Carmen Frías - Calle 54
- Alejandro Lázaro - La comunidad - Intrigo all'ultimo piano (La comunidad)
- José Salcedo - Leo

### Miglior colonna sonora
- José Nieto - Sé quien eres
- Nacho Mastretta, Carlos Jean e Najwa Nimri - Asfalto
- Roque Baños - La comunidad - Intrigo all'ultimo piano (La comunidad)
- Antonio Meliveo - Plenilunio

### Miglior canzone
- Fugitivas di Manuel Malou, Natboccara e JJ Chaleco
- El arte de morir di Alfonso Pérez, Suso Sáiz, Cristina Lliso e Tito Fargo
- Gitano di Arturo Pérez Reverte e Abigail Marcet
- Km. 0 di Ismael Serrano

### Miglior scenografia
- Gil Parrondo - You'Re the One - Una Historia de Entonces (Una historia de entonces)
- Fernando Sáenz e Ulia Loureiro - Besos para todos
- José Luis Arrizabalaga e Biaffra - La comunidad - Intrigo all'ultimo piano (La comunidad)
- Luis Ramírez - Le avventure e gli amori di Lazaro De Tormes (Lázaro de Tormes)

### Migliori costumi
- Javier Artiñano - Le avventure e gli amori di Lazaro De Tormes (Lázaro de Tormes)
- Pedro Moreno - Besos para todos
- Francisco Delgado - La comunidad - Intrigo all'ultimo piano (La comunidad)
- Gumersindo Andrés - You'Re the One - Una Historia de Entonces (Una historia de entonces)

### Miglior trucco e acconciatura
- Romana González e Josefa Morales - Besos para todos
- José Quetglas e Mercedes Guillot - La comunidad - Intrigo all'ultimo piano (La comunidad)
- Juan Pedro Hernández e Esther Martín - Le avventure e gli amori di Lazaro De Tormes (Lázaro de Tormes)
- Paca Almenara e Antonio Panizza - You'Re the One - Una Historia de Entonces (Una historia de entonces)

### Miglior sonoro
- Thom Cadley, Mark Wilder, Pierre Gamet, Martín Gamet, Dominique Henequin e Marisa Hernández - Calle 54
- Sergio Bürmann, Daniel Goldstein, Ricardo Steinberg e Jaime Fernández - El bola
- Antonio Rodríguez, Jaime Fernández, James Muñoz, Enrique Domínguez e José Vinader - La comunidad - Intrigo all'ultimo piano (La comunidad)
- Gilles Ortión, Ray Gillón e James Muñoz - Plenilunio

### Migliori effetti speciali
- Félix Bergés, Raúl Romanillos, Pau Costa e Julio Navarro - La comunidad - Intrigo all'ultimo piano (La comunidad)
- Juan Ramón Molina e Alfonso Nieto - Año Mariano
- Reyes Abades e Félix Bergés - El arte de morir
- Emilio Ruiz del Río, Alfonso Nieto, Raúl Romanillos e Pau Costa - Obra maestra

### Miglior film d'animazione
- La isla del cangrejo, regia di Txabi Basterretxea e Joxan Muñoz
- 10+2. El gran secreto, regia di Miquel Pujol
- El ladrón de sueños, regia di Ángel Alonso
- Marco Antonio. Rescate en Hong Kong, regia di Manuel J. García e Carlos Varela

### Miglior film europeo
- Dancer in the Dark, regia di Lars von Trier
- Galline in fuga (Chicken Run), regia di Nick Park e Peter Lord
- L'infedele (Trolösa), regia di Liv Ullmann
- East Is East, regia di Damien O'Donnell

### Miglior film straniero in lingua spagnola
- Plata quemada, regia di Marcelo Piñeyro
- Lista di attesa (Lista de espera), regia di Juan Carlos Tabío
- Pantaleón e le visitatrici (Pantaleón y las visitadoras), regia di Francisco J. Lombardi
- Ratas, ratones, rateros, regia di Sebastián Cordero

### Miglior cortometraggio
- Pantalones, regia di Ana Martínez
- El beso de la tierra, regia di Lucinda Torre
- El puzzle, regia di Belén Macías
- Los almendros-Plaza Nueva, regia di Álvaro Alonso
- The raven… Nevermore, regia di Tinieblas González

### Premio Goya alla carriera
- José Luis Dibildos